# Artémis Afonso
Artémis Leonor Barbosa Afonso (6 gennaio 1993) è una cestista angolana.

## Carriera
Con l'Angola ha disputato i Campionati mondiali del 2014 e due edizioni dei Campionati africani (2015, 2017).